# 王小丫
王小丫（1968年1月22日—），中国中央电视台电视节目主持人、编导，现就职于财经频道（CCTV-2）。
王小丫出生于四川省凉山彝族自治州昭觉县，其母是浙江杭州人。1990年，其毕业于四川大学经济系。曾主持节目有《经济半小时》、《开心辞典》等，现担任节目《回家吃饭》的总导演。丈夫是全國人大常委會副委員長、原最高人民检察院检察长曹建明。

## 个人经历
王小丫父亲王传庭是是当地宣传部门的一位领导。
1990年，毕业于四川大学经济学院。
1990年至1996年，在四川改革时报报社工作。
1997年至今，在中央电视台二套工作。
2010年有报道称，王小丫亦卷入了王益受贿案。

## 个人生活
王小丫的第一任丈夫为四川某集团公司老总吕成功，两人于2001年离婚。
2009年7月初，王小丫低调与大她近13岁的时任最高人民检察院检察长的曹建明结婚，据说那天是七夕（一說是2009年10月）。据称曹建明其髮妻罹患子宮頸癌多年後病逝，曹在李東生任職中央电视台時，結識了王小丫。

## 曾获奖项
- 2000年，获“2000中国电视榜”最佳财经节目主持人；
- 2001年，获"首届央视十佳主持人”第一名，
- 2006年，获“中国电视节目主持人25年25人”最具亲和睿智主持。[4]